# Die unfolgsame Tochter
Die unfolgsame Tochter ist der deutsche Titel der US-amerikanischen Stummfilmkomödie Why Girls Say No, die Leo McCarey 1927 nach einem Drehbuch von Hal Roach und Stan Laurel für die Hal Roach Studios realisierte. Die Hauptrolle spielt der in Berlin geborene jüdische Komiker Max Davidson, an dessen Seite auch Oliver Hardy als Polizist in Erscheinung tritt. Sein späterer Partner Stan Laurel wirkte bei diesem Film hinter der Kamera: als Mitautor des Drehbuches.

## Handlung
Rebecca „Becky“ Whisselberg ist in einem Alter, wo sich junge Männer für sie zu interessieren beginnen. Vater Whisselberg, ganz jüdischer Patriarch, legt Wert darauf, dass Beckys boy friends ebenfalls jüdisch sind. Jedes Mal, wenn ein neuer Verehrer an der Türe läutet, ist er erst einmal ärgerlich, bis er die Nase des Kandidaten in Augenschein genommen hat. Wenn die gewährleistet, dass der junge Mann koscher (jiddisch: כשר) ist, beruhigt er sich wieder.
Doch Becky zieht die Aufmerksamkeit eines jungen Mannes auf sich, der ganz und gar nicht jüdisch aussieht. Er steigt Becky höchst aggressiv nach. Sie weist ihn zuerst ab, lässt sich dann aber doch von ihm herumkriegen. Um aber in Beckys Familie verkehren zu dürfen, muss er als Jude durchgehen. Das schafft er erstaunlicherweise durch das Tragen eines viele Nummern zu kleinen Hutes. Im Hause Whisselberg behält man nämlich beim Essen den Hut auf. Das scheint plausibel, da keiner der männlichen Anwesenden eine yarmulkah (jiddisch: אַרמלקע) trägt. Der Kandidat Ginsberg hat sogar eine kecke „Kreissäge“ (Strohhut) auf.
Zu Vater Whisselbergs Geburtstag lädt Becky ihren boy friend ins Haus. Hier bringt er zuerst einiges durcheinander, als er durch Ungeschick den Geburtstagskuchen zum Einsturz bringt und ihn, um ihn wieder in Form zu bringen, mit der Fahrradpumpe aufbläst. Als beim Anschneiden die Luft entweicht und die Kerzen am Tisch auslöscht, schmeißt ihn Vater Whisselberg aus dem Haus. Er aber nimmt Becky mit und es kommt zu einer Verfolgungsjagd durch die Straßen der Stadt bis zum Haus des Jungen. Als Vater Whisselberg dort eindringt und den Bräutigam in spe zur Rede stellen will, macht dieser ihn mit seinen Eltern bekannt, die beide zu Vater Whisselbergs großer Überraschung – orthodoxe Juden sind.

## Hintergrund
Die Komödie entstand in den Hal Roach Studios, die Kostüme entwarf William Lambert. Der Regie assistierten Joe Barry, Lloyd French und Jean Yarbrough. H.M.Walker schrieb die Zwischentitel. Richard Currier schnitt den Film. Die Produktion leitete F. Richard Jones. An der Kamera stand Frank Young. Why Girls Say No wurde in den USA am 20. Februar 1927 erstaufgeführt.

## Rezeption
„„Why Girls Say No“ is one of Max Davidson’s funnier comedies, even though the aggressively Jewish stereotypes are more obvious here than in most of his other films. Still, there are some very disturbing plot elements here. This is one of those movies which subscribes to the view that, if a man pursues a woman aggressively enough, she will eventually welcome his advances.“ (F. Gwynplaine MacIntyre, Minffordd, North Wales)
Die lustigste Gestalt im Film ist wohl Oliver Hardy, der einen bulligen Polizisten spielt, womit er sich nachdrücklich von seiner späteren berühmten Filmfigur “Ollie” unterscheidet.
„In all diesen Stummfilmen spielt er (Davidson) die Rolle des sturen jüdischen Patriarchen, der stets darauf bedacht ist, die Tradition hochzuhalten. Das Ergebnis ist anarchischer Klamauk vom Feinsten, dem scheinbar nichts heilig ist.“
Stefan Drößler erklärt sich Davidsons Erfolg beim Publikum so: “Ständig getrieben von der Angst, den mühsam erworbenen Lebensstandard zu verlieren, und stets bereit zur Verteidigung der traditionellen Werte in einer modernen Welt, die seine eigenen Kinder prägt, war Davidson die ideale Identifikationsfigur für das Heer von Immigranten in den USA.”
- Wiederaufführungen:

Bei den Bonner Stummfilmtagen 2012 im Arkadenhof lief “Die unfolgsame Tochter”, live begleitet vom “Düsseldorfer SchlagEnsemble” Christian Roderburg und Anja Wegmann, am Dienstag, 21. August, um 21 Uhr.
Auf dem FilmFest Osnabrück  2013 wurde „Die unfolgsame Tochter“ (Why Girls Say No) zusammen mit „Das Haus der Tausend Freuden“ (Call of the Cuckoo), „Und ein stolzer Hahn dabei“ (Pass The Gravy) und „Der hosenlose Opa“ (Flaming Fathers) am Freitag, 1. März um 19:30 Uhr aufgeführt. Am Klavier begleitete die Vorstellung Meik Kraft.
Das Filmmuseum München zeigte “Die unfolgsame Tochter” in seiner Reihe “Schätze des Filmmuseums” am Freitag, 11. April 2014, um 18.30 Uhr zusammen mit “Und ein stolzer Hahn dabei” (Pass The Gravy), “Es kommt immer anders” (Jewish Prudence) und “Kleine Geheimnisse” (Don’t Tell Everything). Für die musikalische Begleitung sorgten Joachim Bärenz am Flügel und Christian Roderburg am Schlagwerk.
Im Rahmenprogramm zum “KlezMORE Festival Vienna” 2014 wurde “Die unfolgsame Tochter” zusammen mit Don’t Tell Everything, Call of the Cuckoo und Pass the Gravy am Sonntag, den 9. November 2014 um 13:00 Uhr im Kultur Cafe TACHLES, 1020 Wien, Karmeliterplatz 1 aufgeführt. Die Vorstellung begleiteten der Klarinettist Maciej Golebiowski und der Akkordeonist Aleksandr Schewtschenko.
- Wiederveröffentlichung:

Stefan Drößler vom Filmmuseum München veröffentlichte Why Girls Say No als track 1 auf der ersten der beiden DVS seiner Max Davidson-Ausgabe von 2011 in der Edition Filmmuseum.
Der Kultursender Arte zeigte Why Girls Say No unter seinem deutschen Titel am Montag, den 16. Juni 2014 um 00:20 Uhr im deutschen Fernsehen.